# Eleição municipal de Criciúma em 2012
A eleição municipal de Criciúma em 2012 foi realizada em turno único, que ocorreu no dia 7 de outubro de 2012. A cidade foi às urnas para eleger um prefeito, um vice-prefeito e 17 vereadores no município de Criciúma, no Estado de Santa Catarina, no Brasil. O prefeito titular, Clésio Salvaro (PSDB) havia sido impedido de concorrer ao pleito por decisão judicial, que declarou a sua inelegibilidade. Mesmo assim, o candidato obteve 85.549 votos, que foram posteriormente anulados. Com isso, votos nulos contabilizaram 75,37% do comparecimento eleitoral e a realização de uma eleição suplementar se fez necessária. A primeira colocada neste pleito foi Romanna Remor, do PMDB, com 21.415 votos.  Para o Legislativo Municipal, a candidata mais votada foi a vereadora eleita Geovania de Sá (PSDB), que recolheu 5.676 votos (5,27% dos votos válidos).

## Inelegibilidade do Prefeito Titular
Em março de 2009, o prefeito titular, Clésio Salvaro, do PSDB, foi responsabilizado por abuso do poder econômico, de autoridade e pelo uso indevido de meio de comunicação social praticados nas eleições 2008, sendo declarado inelegível pelo prazo de três anos, a contar da eleição que se realizou em 5 de outubro daquele ano.
Com a promulgação da Lei da Ficha Limpa, a existência de decisão da Justiça Eleitoral transitada em julgado fez com que o prefeito incidisse na causa de inelegibilidade, que perduraria pelo prazo de oito anos a contar do pleito de 2008.
Mesmo assim, o prefeito manteve sua candidatura à reeleição, obtendo 85.549 votos, ou cerca de 76% dos votos. Posteriormente ao pleito, a campanha de Salvaro recorreu ao Tribunal Superior Eleitoral. Entretanto, a Corte decidiu pela cassação da candidatura do tucano e referendou a decisão do TRE que anulava todos os votos recebidos pelo candidato.

## Resultados

### Prefeito
Primeiro turno
Cinco candidatos disputaram o cargo de Prefeito de Criciúma. Considerando a decisão judicial que cassou a chapa liderada pelo tucano Clésio Salvaro, e registrou todos os seus votos como nulos, o total de votos válidos permaneceu em 22,03%.
| Candidato(a)              | Vice                    | 1º Turno | 1º Turno    |
| Candidato(a)              | Vice                    | Votação  | Votação     |
| Candidato(a)              | Vice                    | Total    | Porcentagem |
| ------------------------- | ----------------------- | -------- | ----------- |
| Romanna Remor (PMDB)      | José Serafim (PT)       | 21.415   | 80,93%      |
| Odelondes de Souza (PSOL) | Seiji Fujita (PSOL)     | 2.014    | 7,61%       |
| Cíntia dos Santos (PSTU)  | Jonas Orben (PSTU)      | 1.674    | 6,33%       |
| Rodrigo Maciel (PCB)      | Ana Sazan (PCB)         | 1.357    | 5,13%       |
| Clésio Salvaro (PSDB)     | Márcio Búrigo (PP)      | 0        | 0%          |
| Total de votos válidos    | Total de votos válidos  | 26.460   | 22,03%      |
| Votos em branco           | Votos em branco         | 3.118    | 2,6%        |
| Votos nulos               | Votos nulos             | 90.519   | 75,37%      |
| Total de votos apurados   | Total de votos apurados | 120.097  | 86,02%      |
| Abstenção                 | Abstenção               | 19.516   | 13,98%      |
| Total de eleitores        | Total de eleitores      | 139.613  | 100%        |

### Vereador
| Partido            | Partido            | Candidato            | Votos   | Porcentagem |
| ------------------ | ------------------ | -------------------- | ------- | ----------- |
|                    | PSDB               | Geovania de Sá       | 5.676   | 5,27%       |
|                    | PDT                | Ricardo Fabris       | 3.124   | 2,9%        |
|                    | PSD                | Tati Teixeira        | 2.903   | 2,7%        |
|                    | PMDB               | Paulo Ferrarezi      | 2.640   | 2,45%       |
|                    | PDT                | Jevis Manoel         | 2.618   | 2,43%       |
|                    | PMDB               | Antonio Manoel       | 2.494   | 2,32%       |
|                    | PSDB               | Moacir Dajori        | 2.452   | 2,28%       |
|                    | PP                 | Julio Colombo        | 2.295   | 2,13%       |
|                    | PSD                | Camila do Nascimento | 2.234   | 2,07%       |
|                    | PSD                | Salesio Lima         | 2.216   | 2,06%       |
|                    | PP                 | Daniel Freitas       | 2.107   | 1,96%       |
|                    | PMDB               | João Batista Belloli | 2.125   | 1,97%       |
|                    | PP                 | Sirio Cirimbelli     | 1.336   | 1,24%       |
|                    | PT                 | José Carlos Mello    | 2.039   | 1,89%       |
|                    | PSDB               | Itamar da Silva      | 2.046   | 1,9%        |
|                    | PSDB               | Edson Aurelio        | 1.985   | 1,84%       |
|                    | PMDB               | Vanderlei Zilli      | 1.605   | 1,49%       |
| → Votos brancos    | → Votos brancos    | → Votos brancos      | 7.924   | 6,60%       |
| → Votos nulos      | → Votos nulos      | → Votos nulos        | 4.477   | 3,73%       |
| Total apurado      | Total apurado      | Total apurado        | 120.097 | 86,02%      |
| Abstenção          | Abstenção          | Abstenção            | 19.516  | 13,98%      |
| Total de eleitores | Total de eleitores | Total de eleitores   | 139.613 | 100%        |